# Jordens omloppsbana

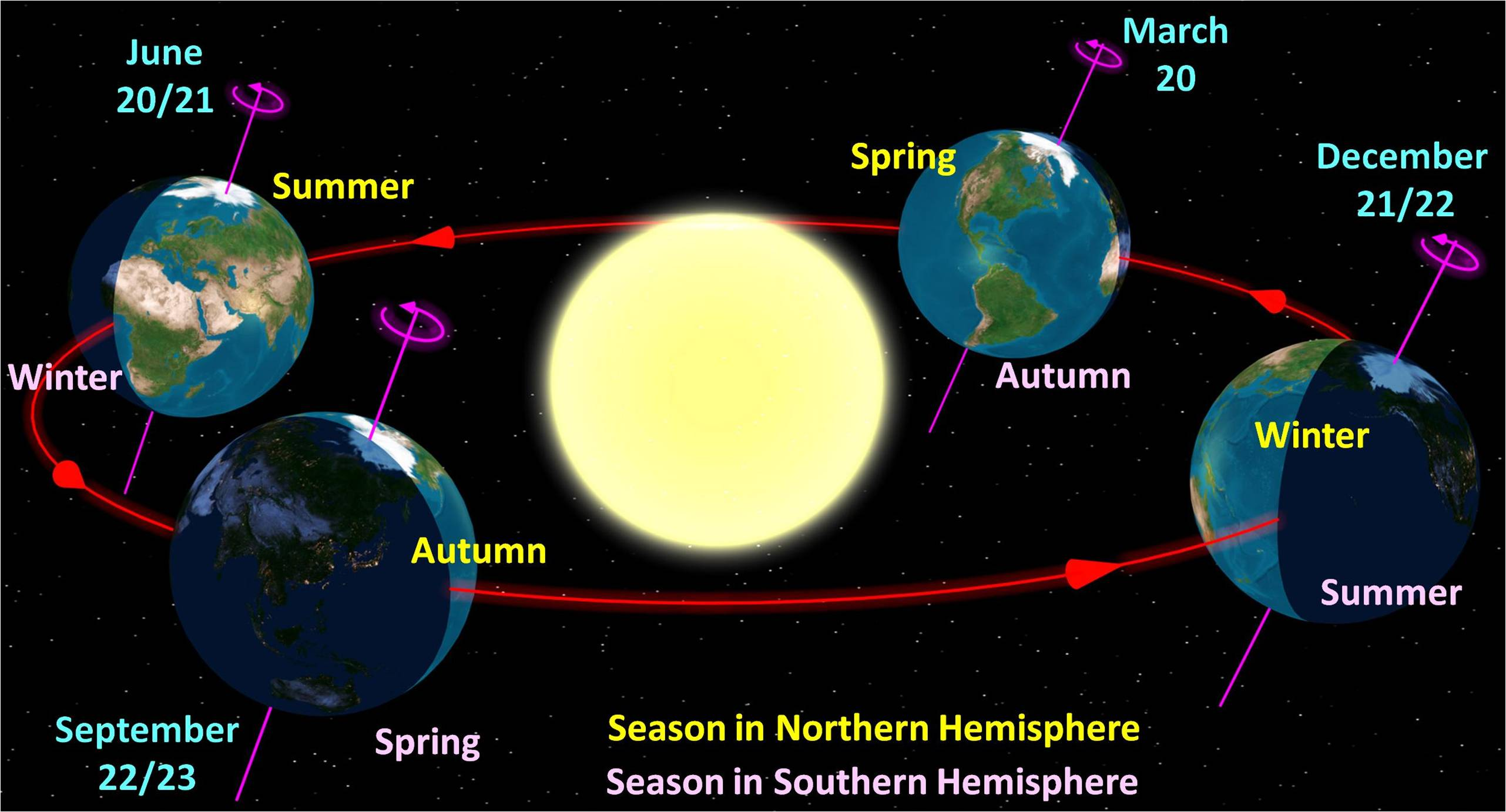
Jordens omloppsbana och årstiderna.

Jordens omloppsbana runt solen tar cirka 365 dygn, vilket inom den västerländska tideräkningen utgör ett år. Banan är elliptisk, och befinner sig som närmast solen i början av januari, och som längst bort från solen i början av juli, men det som orsakar årstidernas skiftningar är i stället att jordens axel lutar sig.
Förr trodde man att solen kretsade kring jorden, innan uppfattningen under 1500- och 1600-talen ändrades av astronomer som Nicolaus Copernicus och Galileo Galilei.

### Fotnoter
1. ↑  ”Avståndet mellan jorden och solen”. SMHI. http://www.smhi.se/kunskapsbanken/avstandet-mellan-jorden-och-solen-1.22871. Läst 21 augusti 2014.